# 窄筒小报春
窄筒小报春（学名：Primula waddellii）为报春花科报春花属下的一个种。

## 扩展阅读
維基物種上的相關：窄筒小报春